# Pararge shiva
Pararge shiva är en fjärilsart som beskrevs av Colin W. Wyatt 1961. Pararge shiva ingår i släktet Pararge och familjen praktfjärilar. Inga underarter finns listade i Catalogue of Life.